# Sofiane Ikene
Sofiane Ikene (sinh ngày 27 tháng 2 năm 2005) là một cầu thủ bóng đá người Luxembourg, hiện đang thi đấu ở vị trí hậu vệ cho câu lạc bộ Đức FC Nürnberg và Đội tuyển bóng đá quốc gia Luxembourg.

## Đời tư
Sinh ra tại Luxembourg, Ikene là người gốc Algeria.

## Sự nghiệp thi đấu quốc tế
Anh đại diện cho Đội tuyển bóng đá quốc gia Luxembourg, có lần ra mắt quốc tế trong 1 trận đấu thuộc khuôn khổ UEFA Nations League 2022–23 gặp Quần đảo Faroe vào ngày 14 tháng 6 năm 2022.